# Jan van Houwelingen
Jan van Houwelingen (ur. 12 stycznia 1955 w Heesselt) – holenderski kolarz szosowy, złoty medalista mistrzostw świata.

## Kariera
Największy sukces w karierze Jan van Houwelingen osiągnął w 1978 roku, kiedy wspólnie z Bertem Oosterboschem, Guusem Bieringsem i Bartem van Estem zdobył złoty medal w drużynowej jeździe na czas na szosowych mistrzostwach świata w Nürburg. Był to jednak jedyny medal wywalczony przez niego na międzynarodowej imprezie tej rangi. Ponadto w 1980 roku był drugi w klasyfikacji generalnej Olympia's Tour, rok później wygrał belgijski Omloop van de Westkust De Panne, a w 1983 roku był najlepszy we francuskim Tour de Lorraine. Kilkakrotnie startował w Tour de France, najlepszy wynik osiągając w 1983 roku, kiedy zajął 80. miejsce w klasyfikacji generalnej. Zajął też 55. miejsce w Vuelta a España w 1979 roku. Nigdy nie wystąpił na igrzyskach olimpijskich.
Jego starszy brat, Adri także był kolarzem.